# Дубинский, Александр Иосифович
Алекса́ндр Ио́сифович Дуби́нский (22 мая 1924, Троки (ныне Тракай), Виленский край, Польская Республика — 23 сентября 2002, Варшава, Польша) — польский учёный-тюрколог и востоковед, доктор гуманитарных наук. Общественный деятель Союза караимов Польши.

## Биография
Родился в караимской семье Юзефа Дубинского и Зофии Лобанос.
В 1937 году окончил начальную школу, а потом, в 1938 году, поступил в государственную гимназию имени Адама Мицкевича в Вильне. В марте 1945 года вступил добровольцем в Войско Польское и дошёл через Люблин до окрестностей Варшавы. После окончания Второй мировой войны был депортирован в Польшу.
Образование получил в университете Варшавы (1948—1953). По окончании университета с 1953 по 1989 год работал научным сотрудником на кафедре тюркологии Института востоковедения Варшавского университета у академика Польской академии наук А. Зайончковского.
В 1963—1964 годах проходил научную стажировку в Париже и в Гамбурге. Пребывая за границей, подготовил докторскую диссертацию, касающуюся инфинитива в тюркских языках, которую защитил в 1965 году, получив степень доктора гуманитарных наук.
Много лет был председателем Караимского религиозного союза Польши.
Похоронен на Караимском кладбище в Варшаве.

## Научная деятельность
Принимал участие в работе над «Кипчакским словарём», а позже, в 1953 году, начал работу по созданию «Караимско-русско-польского словаря» (1974). Автор около 150 научных трудов о караимах (о языке, культуре, религии, литературе), о татарах и турках; соавтор турецко-польского и польско-турецкого словарей.

## Избранные труды
- 1983: Słownik turecko-polski, polsko-turecki / Словарь турецко-польский, польско-турецкий. Варшава. /
- 1986: Tatarzy polscy : dzieje, obrzędy, legendy, tradycje / Польские татары: история, обряды, легенды, предания. /
- 1994: Caraimica : prace karaimoznawcze  / Караимика: работа по караимоведению. Варшава /